# T–45 Goshawk
A T–45 Goshawk a McDonnell Douglas által gyártott kétüléses oktató-kiképző repülőgép, melyet az Amerikai Haditengerészet részére fejlesztett ki a British Aerospace Hawk 60-ja felhasználásával, repülőgép-hordozókon való üzemelésre lett felkészítve. Haditengerészeti pilótanövendékek és aktív pilóták szinten tartó kiképzésére alkalmazzák. A T–2 Buckeye és az A–4 Skyhawk típusokat váltotta le.

## Története

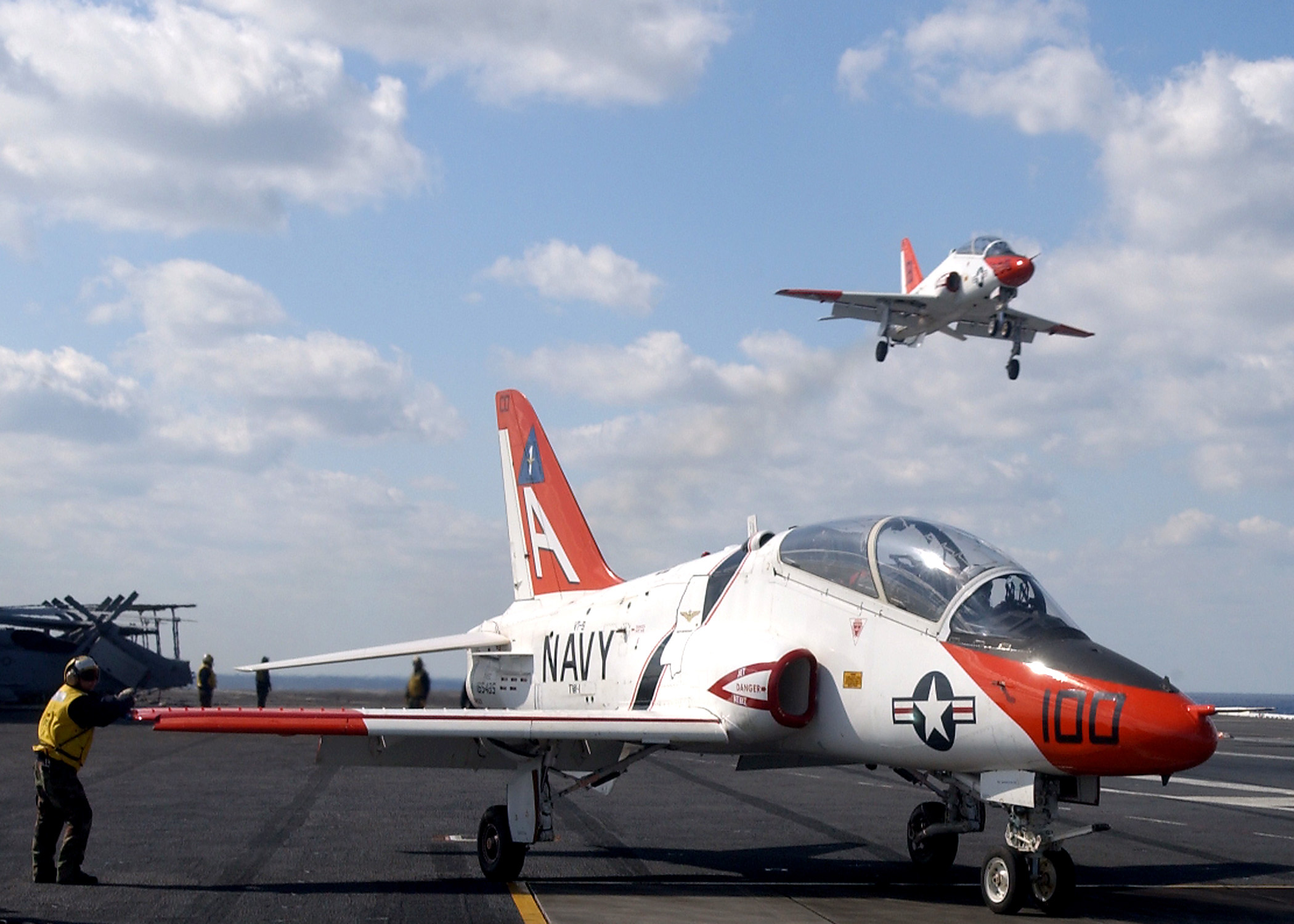
T–45 Goshawk-ok a USS Theodore Roosevelt fedélzetén 2008. március elején

Fejlesztését sok kritika érte, mivel hosszan elhúzódott és sok pénzt emésztett föl. A T–45-ös a brit Hawk módosított változata, amelynek megnövelték a szerkezeti szilárdságát, hogy a pilóták repülőgép-hordozókon is leszállhassanak vele. A típust szárazföldi repülőtereken és repülőgép-hordozókon egyaránt használják tanulógépként.
A 2022-es év őszén, októberben sorozatos gázturbina-problémákból adódóan az ekkor 193 darab gépet számláló teljes T–45C flotta ideiglenes repülési tilalmát rendelte el a haditengerészet és a hajtóműgyártó Rolls-Royce is. A vizsgálat során kiderült, hogy a gázturbinalapátokkal számos illeszkedési probléma lépett fel. Október 31-én ideiglenesen feloldották a C-k legtöbbjénél a két hetes műszaki szünetet, de akadtak repülőgépek, ahol a vizsgálatokat tovább folytatták.

## Felépítése

### Pilótafülke
A Goshawk-okba Cocpit 21 pilótafülkét építettek. A hagyományos műszerfal helyett az oktató és a tanuló elé két-két többfeladatú képernyő került. Az első fülkében ablakmonitoron láthatók a navigációs, repülési helyzet és fegyvercélzási adatok. Martin-Baker Mk 41 NACES katapultülésben foglalnak helyet, amely a gép álló helyzetében is biztonságosan ki tudja menteni a pilótákat.

### Törzs
A törzsön két felfüggesztési ponton gyakorlóbombákat lehet elhelyezni. A farokrészét többszörösen megerősítették a két törzsféklap és az F/A–18 korszerűsített elfogóhorga miatt. A horog még akkor is megfogja a gépet, ha a fogókábel felcsapódna és a gép még a levegőben lenne.

## Típusváltozatai
T–45AAz alapváltozat
T–45BAz A pilótafülkéjével felszerelt szárazföldi változat, mely 1984-ben el lett vetve az olcsóbb, már meglévő T–2C Buckeye és TA–4J Skyhawk típusok alkalmazásával.
T–45CModernizált A változat, az összes aktív állományú gépet érintette a továbbfejlesztési program.

T–45DA C változat továbbfejlesztett változata, számos gyártási és üzemeltetési módosítással, illetve korszerű avionikai berendezések integrálásával (például szintetikus apertúrájú rádiólokátor és sisakba épített célzórendszer alkalmazása). Végleges kialakítása a 2010-es évek közepétől tart.

## Üzemeltetők
- Training Air Wing One (TAW–1) (A-xxx), NAS Meridian (MS)
  - VT–7 Eagles
  - VT–9 Tigers
- Training Air Wing Two (TAW–2) (B-xxx), NAS Kingsville (TX)
  - VT–21 Red Hawks
  - VT–22 Golden Eagles
- Training Squadron 86 Sabre Hawks (VT–86) (F-6xx), NAS Pensacola (FL)
- Naval Air Systems Command (NASC)
  - Air Test and Evaluation Squadron 23 Salty Dogs/Strike (VX–23) (SD-20x), Naval Air Station Patuxent River (MD)